# 濟州SK足球會
濟州SK足球會（英语：Jeju SK FC）為1983年首屆K聯賽的參賽隊伍之一，濟州聯亦遭遇到幾個困難，令韓國球壇受到了很大的影響。初時，濟州聯叫油公象（Yukong Kokkiri），並在1989年奪得球會史上唯一一次的K聯賽冠軍。至1995年年尾，球隊從東大門運動場搬至距離富川市10哩的新主場，並改名為富川油公。
到1997年年中，球會改名為富川SK，2001年更把主場改到富川市中心的富川球場，可以容納35,545名觀眾入場。2006年，球隊再把主場搬至濟州島的西歸浦世界盃足球場，更名济州联，成為繼FC首爾後，第二間移動根據地的球隊。2025年，球隊更為現名。

## 歷史
該俱樂部於1982年12月17日成立，名為油公足球俱樂部（Yukong FC），成為韓國第二家成立的職業足球俱樂部。 該俱樂部的吉祥物是大象，球隊因此被稱為油公大象隊（Yukong Elephants）。 該俱樂部由鮮京集團旗下子公司油公（現為SK集團的「SK能源」）擁有並提供財務支持，以首爾、仁川和京畿道作為其主場地區。油公足球俱樂部是韓國超級聯賽的創始成員，該聯賽是韓國首個職業足球聯賽，也是K聯賽的前身。 油公大象隊僅在1989年贏得過一次聯賽冠軍。
超級聯賽成立時並沒有主客場制度，但在1987年實施主客場制度後，油公足球俱樂部最初設在首爾都市圈內。 從1990年起，該俱樂部與一和天馬和LG獵豹共同使用首爾的東大門運動場。 1992年，三家俱樂部甚至允許觀眾使用他們的俱樂部會員資格觀看彼此的主場比賽。
作為K聯賽去中心化政策的一部分，1995年首爾市政府向設在首爾的三家俱樂部（油公大象隊、LG獵豹隊和一和天馬隊）發出了遷出令。然而他們保證如果俱樂部在首爾建造專用足球場，他們可以擁有首爾主場權並返回首爾。 因此三家俱樂部被迫將主場從首爾遷移到其他城市。
1996年，油公遷至富川市，這是首爾的一個衛星城市。在1997賽季中期，俱樂部重新品牌化為富川SK。 由於富川市缺乏體育場，他們在2000年之前一直使用首爾的木洞體育場。在2001賽季開始時，球隊遷至容量為35,545人的富川綜合運動場。2006年2月，富川SK在沒有任何預先通知的情況下宣布遷至濟州島，並更名為濟州聯足球俱樂部。
2007年11月3日，主教練鄭海成在接受韓國國家足球隊助理教練職位後宣布辭職。俱樂部表示他們打算聘請一名外籍教練作為他的替代者。2008年1月，阿圖爾·若熱被任命為新主教練。阿圖爾強調傳球配合和娛樂性足球的理念受到球迷好評；然而，球隊在2008年K聯賽賽季中排名第10，並在整個2009年K聯賽賽季中一直處於中下游位置。因此，2009年10月14日，他在賽季結束前宣布辭職，助理教練趙鎮浩接任臨時主教練。 不久後，他被前韓國17歲以下國家足球隊教練朴慶勳取代。

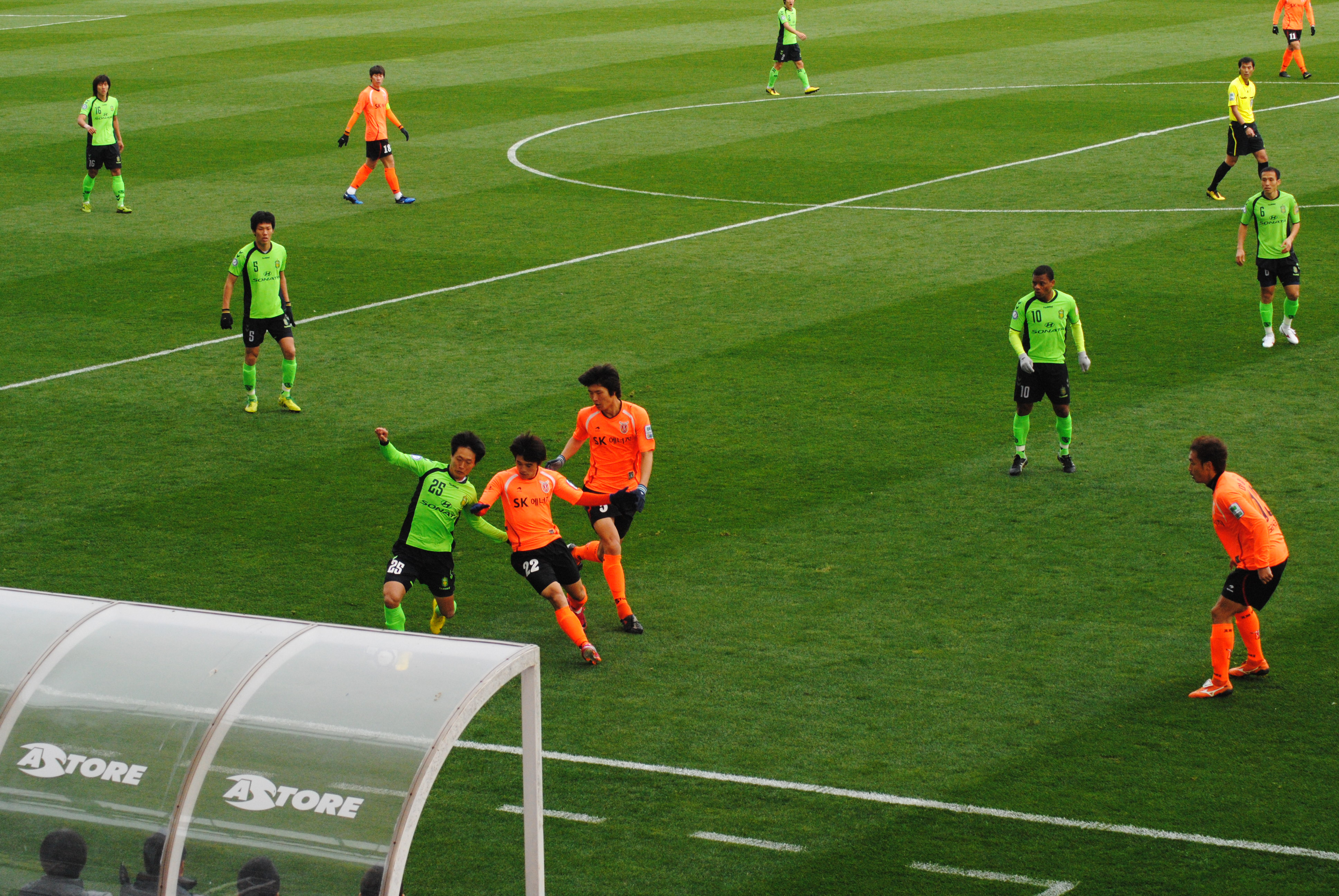
濟州球員在他們獲得亞軍的2010賽季中對陣勁敵全北

俱樂部在2010年賽季中獲得亞軍，使他們得以參加2011年亚足联冠军联赛，但在小組賽階段被淘汰。俱樂部進一步獲得了2017年和2018年賽事的參賽資格，在前者中打進淘汰賽階段，但在一場有三名濟州球員爭議性被罰下的比賽中，被最終冠軍浦和紅鑽險勝淘汰。
2019賽季開始時，球隊表現不佳。因此他們與帶領球隊近五年的主教練趙城煥分道揚鑣，並任命崔允謙為繼任者。在賽季中期，俱樂部試圖通過簽下尹日錄和崔圭伯等新球員來扭轉局面，而尹比加兰在完成兵役後重返球隊。然而，儘管做出了這些努力，球隊仍以聯賽墊底的成績結束賽季，自成立以來首次降級至乙級聯賽。
俱樂部在次年通過在2020年K聯賽2賽季中獲得第一名而重返頂級聯賽。
2025年，俱樂部重新品牌化為濟州SK足球俱樂部。

## 歷史名稱
| 球队名            | 城市 / 地区             | 时期         |
| ----------------- | ----------------------- | ------------ |
| 油公象            | 首尔+仁川+京畿道        | 1983[1]      |
| 油公象            | 首尔                    | 1984–1986[1] |
| 油公象            | 仁川+京畿道             | 1987–1990    |
| 油公象            | 首尔 - 東大門運動場     | 1991–1995    |
| 富川油公 富川鲜京 | 首尔 - 木洞体育场[2]    | 1996–2000    |
| 富川鲜京          | 富川 - 富川体育场       | 2001–2005    |
| 济州联            | 济州 - 济州世界杯体育场 | 2006–2024    |
| 濟州SK            | 濟州 - 濟州世界盃體育場 | 2025–现在    |

[1] 1983-1986年, K联赛不设主客场制度, 所以这个时段特许迁移没有意义。

[2] 富川鲜京因为富川体育场正在建设，所有主场比赛放在首尔木洞体育场进行直到2000年为止。

## 俱乐部荣誉
- 包括前身油公象、富川油公、富川鲜京成绩

### 国内赛事
- 经典K联赛
  - 冠军 （1次） : 1989年（英语：1989 K League）
  - 亚军 （5次） : 1984年（英语：1984 K League）, 1994年（英语：1994 K League）, 2000年（英语：2000 K League）, 2010年（英语：2010 K League）, 2017年（英语：2017 K League）
- 韩国足协杯
  - 亚军 （1次） : 2004年（英语：2004 Korean FA Cup）
- 韩国联赛杯
  - 冠军 （3次） : 1994年（英语：1994 Korean League Cup）, 1996年（英语：1996 Korean League Cup）（阿迪达斯杯）, 2000年（英语：2000 Korean League Cup）（大韩生命保险杯）
  - 亚军 （2次） : 1998年（英语：1998 Korean League Cup）（阿迪达斯韩国杯）, 1998年（英语：Philip Morris Korea Cup）（补充杯赛）

### 国际赛事
- 泰国国王杯（英语：King's Cup）
  - 季军 （1次） : 1990

## 球衣贊助
- 1983–1999 : 阿迪达斯
- 2000–2001 : 斐乐
- 2002–2003 : 彪马
- 2004–2008 : 迪亚多纳
- 2009–2012 : Astore
- 2013–現在 : Kika（朝鲜语：키카）

## 相集

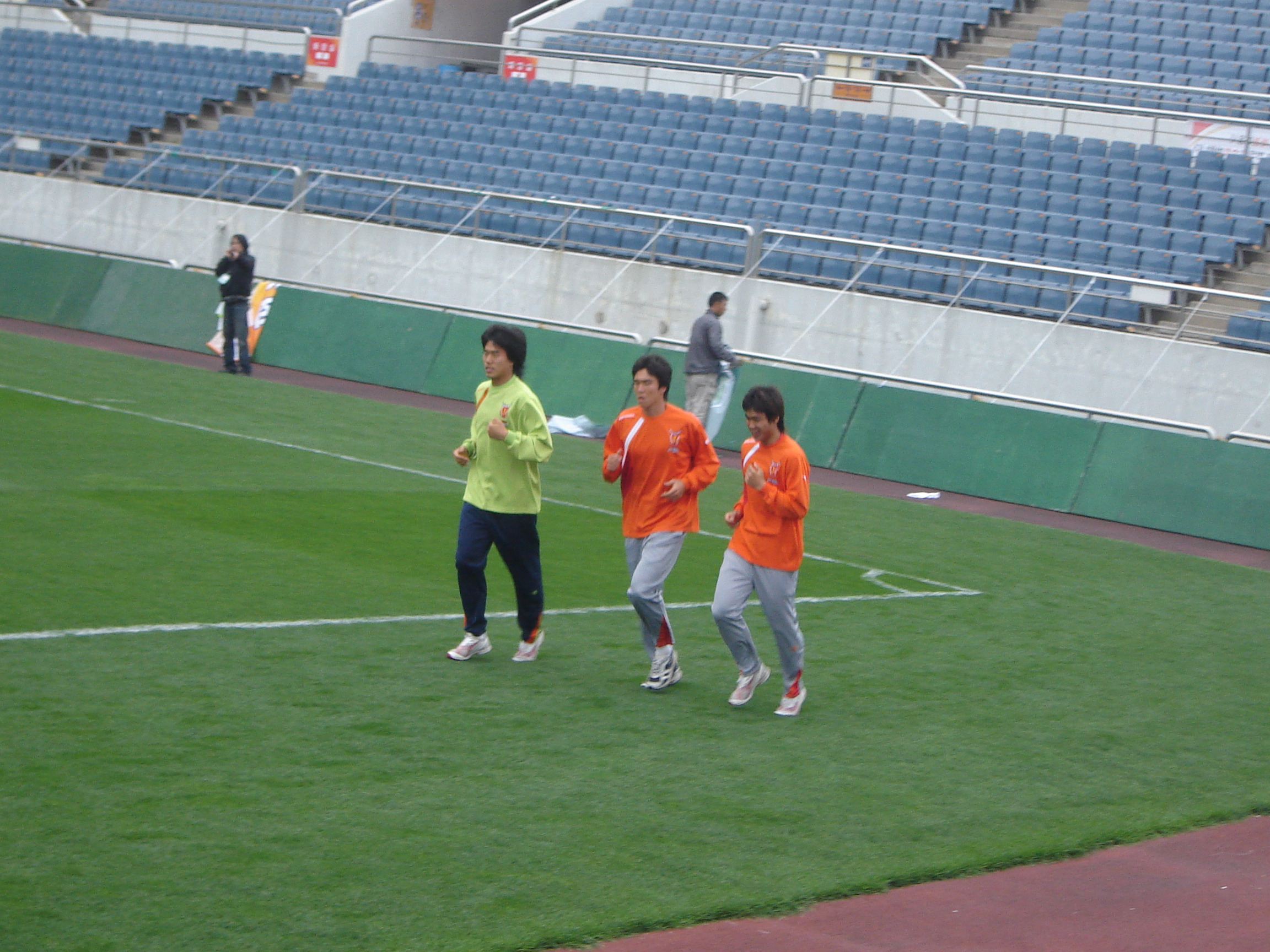
队员热身
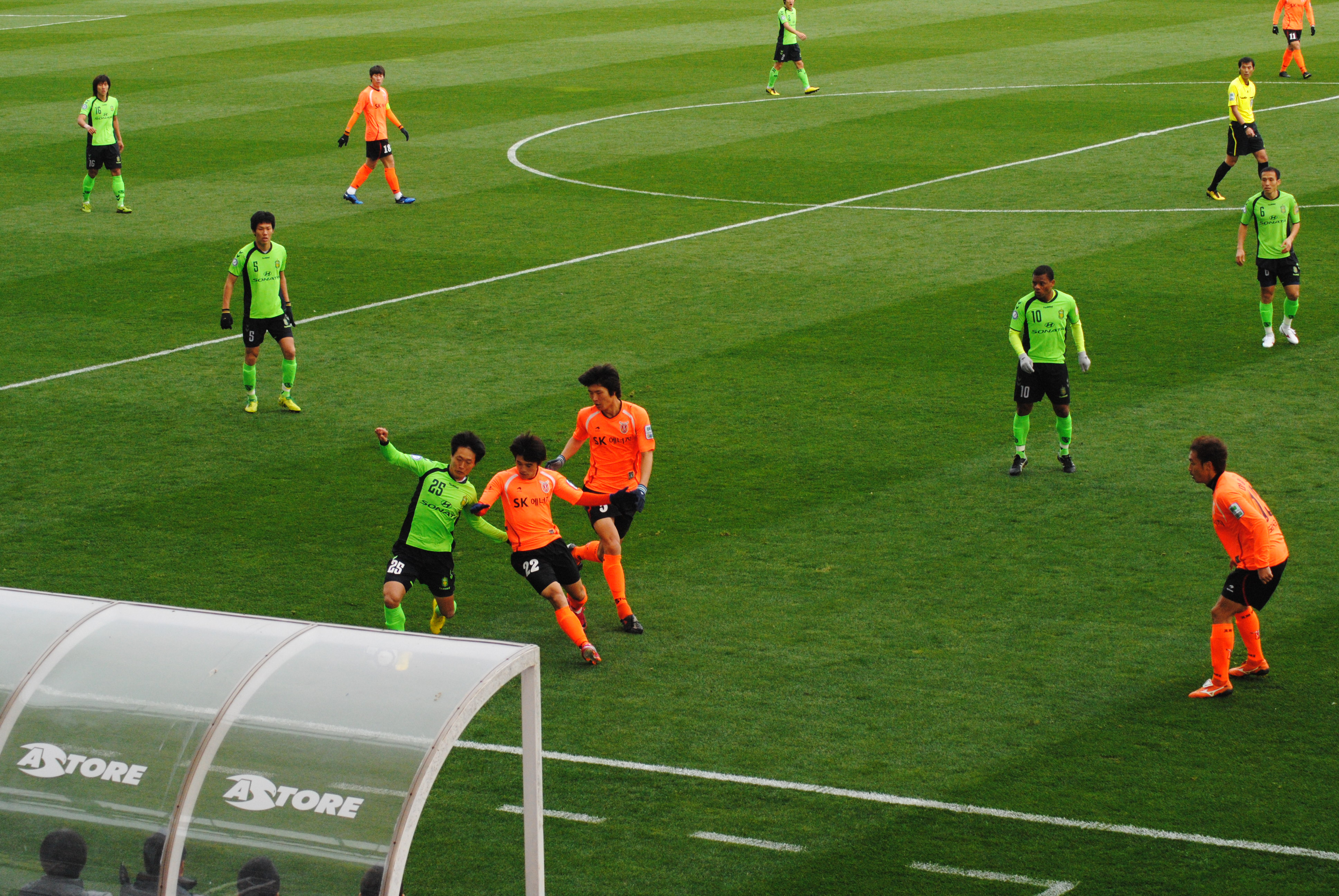
2010年11月28日对阵全北现代队

## 外部連結
-  Jeju United Official Site
- （英文） Jeju United at ROKfootball.com